# Plakarthrium punctatissimum
Plakarthrium punctatissimum is een pissebed uit de familie Plakarthriidae. De wetenschappelijke naam van de soort is voor het eerst geldig gepubliceerd in 1887 door Pfeffer.